# Hugo Ott
 (février 2022).
La mise en forme du texte ne suit pas les recommandations de Wikipédia : il faut le « wikifier ».
Les points d'amélioration suivants sont les cas les plus fréquents :
- Les titres sont pré-formatés par le logiciel. Ils ne sont ni en capitales, ni en gras.
- Le texte ne doit pas être écrit en capitales (les noms de famille non plus), ni en gras, ni en italique, ni en « petit »…
- Le gras n'est utilisé que pour surligner le titre de l'article dans l'introduction, une seule fois.
- L'italique est rarement utilisé : mots en langue étrangère, titres d'œuvres, noms de bateaux, etc.
- Les citations ne sont pas en italique mais en corps de texte normal. Elles sont entourées par des guillemets français : « et ».
- Les listes à puces sont à éviter, des paragraphes rédigés étant largement préférés. Les tableaux sont à réserver à la présentation de données structurées (résultats, etc.).
- Les appels de note de bas de page (petits chiffres en exposant, introduits par l'outil «  Source ») sont à placer entre la fin de phrase et le point final[comme ça].
- Les liens internes (vers d'autres articles de Wikipédia) sont à choisir avec parcimonie. Créez des liens vers des articles approfondissant le sujet. Les termes génériques sans rapport avec le sujet sont à éviter, ainsi que les répétitions de liens vers un même terme.
- Les liens externes sont à placer uniquement dans une section « Liens externes », à la fin de l'article. Ces liens sont à choisir avec parcimonie suivant les règles définies. Si un lien sert de source à l'article, son insertion dans le texte est à faire par les notes de bas de page.
- La présentation des références doit suivre les conventions bibliographiques. Il est recommandé d'utiliser les modèles {{Ouvrage}}, {{Chapitre}}, {{Article}}, {{Lien web}} et/ou {{Bibliographie}}. Le mode d'édition visuel peut mettre en forme automatiquement les références.
- Insérer une infobox (cadre d'informations à droite) n'est pas obligatoire pour parachever la mise en page.

Pour une aide détaillée, merci de consulter Aide:Wikification.
Si vous pensez que ces points ont été résolus, vous pouvez retirer ce bandeau et améliorer la mise en forme d'un autre article.
 (mai 2019).
Pour les articles homonymes, voir Ott.
Hugo Ott, né le 20 août 1931 à Königshofen, et mort le 22 janvier 2022 à Merzhausen, est un historien allemand, professeur émérite d'histoire économique et sociale à l'université de Fribourg-en-Brisgau. Il a écrit la première biographie historique du philosophe Martin Heidegger.

## Biographie
Hugo Ott a consacré sa thèse en 1959 à l'histoire du monastère de Saint-Blaise au haut et à la fin du Moyen Âge à Fribourg-en-Brisgau. Après avoir obtenu son doctorat en 1967, il s'est familiarisé avec l'écriture de la constitution agricole de la fin du Moyen Âge dans le Rhin supérieur.
De 1972 à 1997, il a occupé la chaire d'histoire économique et sociale au séminaire d'histoire de l'Université de Fribourg-en-Brisgau.
En 1980, Ott écrivit en collaboration avec Wolfgang Jäger et Heinz Hürten, une biographie de l'ancien Premier ministre controversé du Bade-Wurtemberg, Hans Filbinger, dans laquelle il fut le premier spécialiste à enquêter sur l'activité de Filbinger en tant que juge de la marine.
Hugo Ott a été membre du conseil consultatif scientifique de Rudolf Lill, qui dirigeait un centre de recherche sur la résistance au national socialisme dans le sud-ouest de l'Allemagne à l'université de Karlsruhe. Ott est également à la tête de la Commission historique pour la béatification de Max Josef Metzger.
Avec le pasteur Emil Kiesel, il a eu des entretiens dans lesquels Kiesel avait évoqué le manque de solidarité dans les camps de concentration, tant parmi les prêtres que parmi les prêtres avec leurs compagnons prisonniers.
Depuis 1952, Hugo Ott est membre de l'Unitas Reichenau en lien dans le cadre des associations d'étudiants scientifiques catholiques Unitas et, depuis 1988, membre d'honneur du KDStV Hercynia Freiburg en CV.

## Martin Heidegger. Éléments pour une biographie
Paru en allemand en 1988 après une succession d'articles dans des revues savantes, Martin Heidegger. Éléments pour une biographie est encore aujourd'hui fréquemment cité. On a loué le travail documentaire : 

« Ott a examiné le bien-fondé des thèses du philosophe dans un ouvrage très documenté. Il a eu accès à des documents inédits conservés dans des archives du Bade-Wurtemberg, à la très importante correspondance entre Jaspers et Heidegger, à des lettres inédites de Husserl et au journal de Joseph Sauer, prédécesseur de Heidegger au rectorat de Fribourg. Devant ces documents, beaucoup d'affirmations du philosophe quant à son attitude à l'égard du IIIe Reich ne tiennent plus »

Dans la postface à l'édition française, Jean-Michel Palmier conclut lui également: 

« En brossant les grandes étapes de sa vie, de son rapport à l'histoire, il ne prend pas position non plus sur sa philosophie et ce qui a pu, en elle, déterminer son engagement politique. Il y a une modestie de l'historien qu'il faut savoir louer. Ce qu'il nous apporte, ce n'est pas une synthèse supplémentaire sur "Heidegger et le national-socialisme" mais une étude rigoureuse de son engagement politique. Écrit sans haine et sans indulgence, ce livre s'efforce d'atteindre à l'objectivité, même si la passion et l'investissement personnel n'en sont pas absents. Il constitue une contribution décisive aux interrogations suscitées par le rapport de Heidegger à l'histoire même s'il est impossible d'y répondre par la seule analyse historique, comme l'a souligné Jürgen Habermas. Assurément, ce travail de Hugo Ott est le premier qui nous restitue les faits avec autant d'ampleur et nul ne saurait aujourd'hui les ignorer. »

Pour Tom Sheehan en 1988, au contraire du livre de Victor Farias, la biographie de H. Ott était "l’étude définitive sur le sujet".

## Hugo Ott et Víctor Farías
Hugo Ott s'est opposé à Víctor Farías,: 

« Les horloges de France fonctionnent autrement qu'ailleurs. Nous le savons. Le retard n'a donc pas de quoi surprendre, avec lequel des résultats de recherche connus de longue date (et avec beaucoup de détails) dans l'espace germanophone, ne parviennent que maintenant à la connaissance du public français, avec cette conséquence, il est vrai, que le monde bien ordonné des écoles philosophiques dominantes se trouve mis sens dessus dessous. [...]
Il est apparu, au terme de mes propres recherches, que le recteur Heidegger s'est plutôt trouvé en conflit avec les étudiants SA vers la fin de son rectorat. Il s'agit donc d'une pure et simple construction, lorsque Farias présente la journée du 30 juin 1934 (le putsch contre Röhm) comme le grand tournant politique de Heidegger, comme si c'en était fait de la pensée révolutionnaire de Heidegger avec la défaite des SA. »

## Les heideggeriens français et Hugo Ott
Lors de l'épisode Víctor Farías de l'affaire Heidegger, mais avant la publication de sa biographie en français en 1990, H. Ott fut traduit, voire parfois utilisé comme autorité par les heideggeriens Gérard Guest et François Fédier,. Ce dernier le critiqua également :

« Je n'ai pas le loisir ici d'exposer comment il procède, les préjugés sur lesquels il se construit, ni surtout l'image de Heidegger qu'il véhicule. Aussi n'en dirai-je que ceci : tout lecteur attentif et suffisamment familier de la pensée de Heidegger est parfaitement en mesure, face à chaque interprétation de Hugo Ott, et sur la base des mêmes documents que lui, d'opposer une interprétation différente, sinon même inverse de la sienne – ce qui a déjà cette vertu d'être conforme à l'un des plus indispensables principes du droit : in dubio pro reo (s'il y a un doute dans l'interprétation du rectorat de Heidegger, que ce doute joue en sa faveur), et non pas, comme c'est le cas dans les procès d'inquisition, in dubio contra reum (tout ce qui n'est pas directement compréhensible doit aider à noircir la figure du prévenu). »

Fr. Fédier attaque H. Ott à propos de la « troupe » de nazis qui ont aidé Heidegger à se faire élire recteur de son université :

« Parlant de cette "troupe", H. Ott ne trouve à citer qu'un seul nom, celui de Wolfgang Schadewaldt, qu'il présente cavalièrement comme "dévoué au nouveau régime". Plutôt que de cette expression passe-partout, mieux vaut user d'une tournure plus exacte, et dire par exemple : le grand philologue W. Schadewaldt, alors âgé de trente-trois ans, faisait partie de cette jeunesse qui ne répugnait pas du tout au processus révolutionnaire qu'elle voyait s'étendre dans tout le pays, entendant même contribuer à le mener à son terme. Être favorable à une révolution sociale véritable, cela, en effet, ne signifie pas univocément être un fervent sympathisant du nazisme – du moins là où, sine ira et studio, est cherchée la vérité. »

Frédéric de Towarnicki, quant à lui, soulignant également que "l’un de ses grands mérites est de mettre en lumière les graves lacunes de l’essai de Victor Farias [...], qui brossait un portrait caricatural du philosophe", conclut que "les documents qu’il présente ne peuvent désormais plus être contournés et son livre, permettra d’ouvrir enfin un débat plus sérieux", avant d'exprimer un regret sur le choix de l'historien de ne pas entrer dans les idées philosophiques de Heidegger : "Ceux qui ont connu Heidegger pourront regretter que l’analyse de Hugo Ott fasse une impasse si complète sur la pensée philosophique de l’auteur de Etre et Temps  sans laquelle il paraît pourtant difficile de situer l’homme et l’ensemble de son parcours."

## Publications
- "Martin Heidegger als Rektor der Universität Freiburg i. Br. 1933-34, I. Die Übernahme des Rektorats von Martin Heidegger (23. April 1933 bis 23. April 1934", Zeitschrift des Breisgau-Geschichtsvereins (« Schau-ins-Land »), n°102, 1983, p. 102-136.
- "Martin Heidegger als Rektor der Universität Freiburg i. Br. 1933-1934, II. Die Zeit des Rektorats von Martin Heidegger (23. April bis 23. April 1934)", Zeitschrift des Breisgau-Geschichtsvereins (« Schau-ins-Land »), n°103, 1984, p. 107-130.
- "Martin Heidegger als Rektor der Universität Freiburg i.Br. 1933-1934", Zeitschrift für die Geschichte des Oberrheins, n°132, 1984, p. 343-358.
- "Der junge Martin Heidegger. Gymnasial-Konviktszeit und Studium", Freiburger Diözesan-Archiv, n°104, 1984, p. 315-325.
- "Der Philosoph im politischen Zwielicht. Martin Heidegger und der Nationalsozialismus", Neue Zürcher Zeitung, 3-4 novembre 1984.
- "Martin Heidegger und die Universität Freiburg nach 1945. Ein Beispiel für die Auseinandersetzung mit der politischen Vergangenheit", Historisches Jahrbuch, n°105, 1985, p. 95-128.
- "Der Habilitand Martin Heidegger und das von Schäzlersche Stipendium. Ein Beitrag zur Wissenschaftsförderung der katholischen Kirche", Freiburger Diözesan-Archiv, n°106, 1986, p. 141-160.
- "Wege und Abwege. Zu Victor Farias' kritischer Heidegger-Studie", Neue Zürcher Zeitung, 27 novembre 1987.
- Martin Heidegger. Éléments pour une biographie, Paris, Payot, 1990.